# برنارد نيومان
برنارد نيومان (بالإنجليزية: Bernard Newman (judge))‏ (و. 1907 – 1999 م) هو محام، وقاض من الولايات المتحدة الأمريكية ولد في مدينة نيويورك.

## التعليم
تعلم في جامعة نيويورك.